# Hoogeveense Vaart

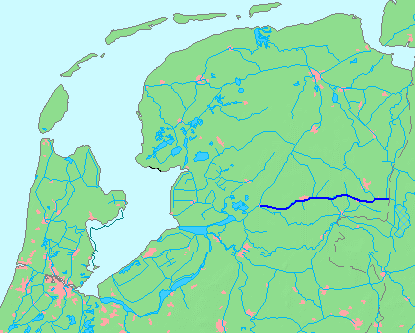
Verlauf der Hoogeveense Vaart

Die Hoogeveense Vaart (auch Hoogeveensche Vaart) ist ein Kanal in der niederländischen Provinz Drenthe. Der Kanal verläuft vom Meppelerdiep  bei Meppel im Westen bis an die deutsche Grenze bei Zwartemeer im Osten und ist 65 Kilometer lang.
Schon 1627 wurde mit ersten Grabungen zur Anlegung eines Kanals zwischen Hoogeveen und Echten begonnen und mit Schleusen ausgestattet. Dieser Kanal verlief letztendlich bis nach Meppel, wo er in das Meppelerdiep mündete. Dieser sollte den Transport von Torf beschleunigen, vereinfachen und effizienter machen.
Die nächste Stufe im Bau der Hoogeveense Vaart begann 1852, als eine Gesellschaft gegründet wurde, deren Ziel es war, den Kanal bis in die Gemeinde Emmen mit einer Abzweigung nach Coevorden und einem Anschluss an die Beilervaart auszubauen. Diese letzten beiden Projekte wurden jedoch nicht durch die Gesellschaft ausgeführt. Mit dem Bau wurde noch im selben Jahr begonnen. 1858 wurde das Teilstück bis nach Emmen fertiggestellt. 1863 wurde die Grenze zum Königreich Hannover erreicht. Ab Emmen heißt die Verbindung Stieltjeskanaal und von Coevorden aus führt der Coevorden-Piccardie-Kanal weiter zum Linksemsischen Kanalnetz.
Als Folge des Baus der Hoogeveense Vaart entstanden zahllose neue Siedlungen in den Mooren Ostdrentes.